# Barac
Pour les articles homonymes, voir Barak.
בָּרָק
Compléments
Contemporain de Débora, de Yaël, de Siséra et de Yabin
Barac, Baraq ou Barak (hébreu : בָּרָק (bārāq) « éclair »), est un personnage du  livre des Juges.

## Présentation
Barac est le fils d'Abinoam,,, de Qadesh une ville de refuge (en) dans la région montagneuse de la tribu de Nephthali attribuée aux Guershonites,.
Barac est le général de l'armée des Hébreux sous le commandement de Débora, prophétesse et juge d'Israël. Il lutte contre les armées cananéennes et finit par obtenir une victoire définitive sur les troupes de Siséra et du roi yabin.

## Récit Biblique
Débora, juge d'Israël, demande à Barac d'aller sur le mont Thabor et d'y lever une armée de dix mille hommes parmi la tribu de Nephthali et la tribu de Zabulon. Elle prophétise qu'il vaincra l'armée de Siséra, général de l'armée de Yabin, roi d'Hazor, mais que ce sera une femme qui tuera Siséra en personne.
Barac s'exécute et défait l'armée cananéenne, mais Siséra réussit à s'enfuir. Yaël, la femme d'Haber le Kénite, recueille Siséra et réalise la prophétie en le tuant dans son sommeil grâce à un piquet de tente qu'elle lui plante dans la tête à l'aide d'un marteau. Elle montre à Barak le corps de Siséra étendu dans sa tente.
À la suite de cette victoire, le roi Yabin est assassiné et le peuple d'Israël triomphant, ce qui offre au pays une période de paix qui dura quarante ans.

## Galerie

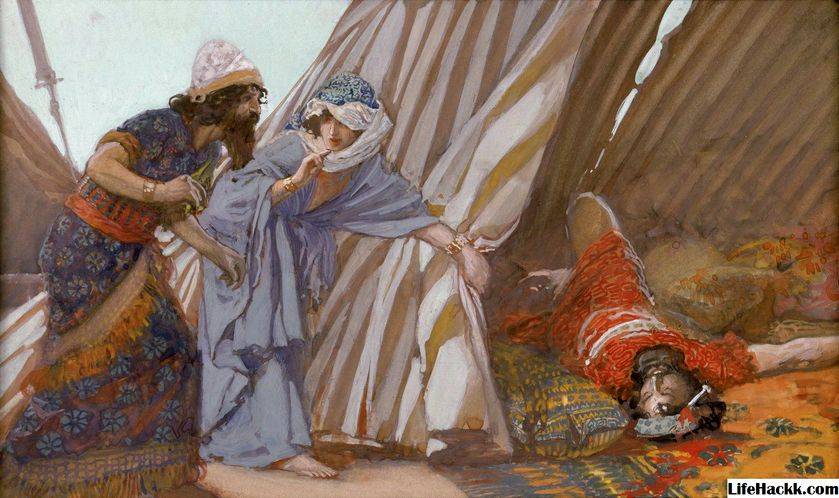
Yaël montre à Barac le corps de Siséra, illustré par James Tissot (vers 1896-1902)
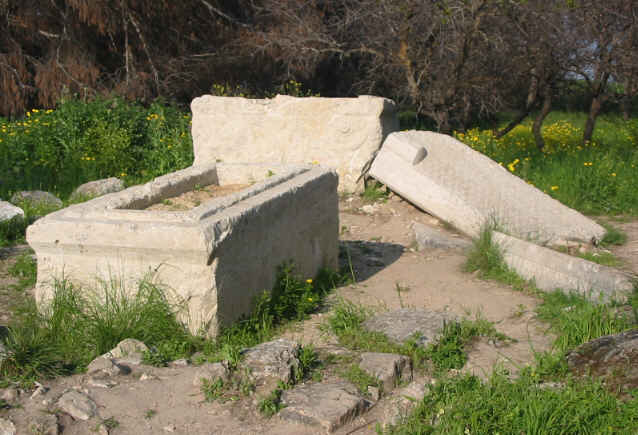
Tombe supposée de Barac ou de Debora, près de Tel Qadesh

## Source
Cet article comprend des extraits du Dictionnaire Bouillet. Il est possible de supprimer cette indication, si le texte reflète le savoir actuel sur ce thème, si les sources sont citées, s'il satisfait aux exigences linguistiques actuelles et s'il ne contient pas de propos qui vont à l'encontre des règles de neutralité de Wikipédia.